# Osek nad Bečvou
Osek nad Bečvou é uma comuna checa localizada na região de Olomouc, distrito de Přerov.